# Jasmine Flury
Jasmine Flury (ur. 16 września 1993 w Davos) – szwajcarska narciarka alpejska, mistrzyni świata.

## Kariera
Po raz pierwszy na arenie międzynarodowej pojawiła się 2 grudnia 2008 roku w Davos, gdzie w zawodach FIS Race nie ukończyła drugiego przejazdu superkombinacji. W 2010 roku wystartowała na mistrzostwach świata juniorów w Regionie Mont Blanc, zajmując 17. miejsce w zjeździe i 32. miejsce w supergigancie. Jeszcze czterokrotnie startowała na imprezach tego cyklu, najlepsze wyniki osiągając podczas mistrzostw świata juniorów w Québecu (2013) i mistrzostw świata juniorów w Jasnej (2014), gdzie zajmowała czwarte miejsca w zjazdach.
Często startowała w zawodach Pucharu Europy, kilkukrotnie stając na podium. Najlepsze wyniki osiągnęła w sezonie 2014/2015, kiedy zajęła trzecie miejsce w klasyfikacji generalnej oraz drugie w klasyfikacjach zjazdu i supergiganta. W zawodach Pucharu Świata zadebiutowała 11 stycznia 2014 roku w Altenmarkt, zajmując 33. miejsce w zjeździe. Pierwsze pucharowe punkty wywalczyła 18 grudnia 2016 roku we Val d’Isère, kończąc rywalizację w supergigancie na jedenastej pozycji. Na początku sezonu 2017/2018, 9 grudnia 2017 roku w Sankt Moritz, po raz pierwszy stanęła na podium zawodów pucharowych, wygrywając supergiganta. W zawodach tych wyprzedziła bezpośrednio swą rodaczkę, Michelle Gisin i Tinę Weirather z Liechtensteinu.
Podczas mistrzostw świata w Courchevel/Méribel w 2023 roku wywalczyła złoty medal w zjeździe. Wyprzedziła tam Austriaczkę Ninę Ortlieb i swą rodaczkę, Corinne Suter. Na rozgrywanych rok wcześniej igrzyskach olimpijskich w Pekinie była dwunasta w supergigancie i piętnasta w zjeździe. Brała też udział w igrzyskach olimpijskich w Pjongczangu w 2018 roku, gdzie zajęła 27. miejsce w supergigancie, a rywalizacji w zjeździe nie ukończyła.

## Osiągnięcia

### Igrzyska olimpijskie
| Miejsce | Dzień     | Rok  | Miejscowość | Konkurencja | Czas biegu | Strata | Zwyciężczyni     |
| ------- | --------- | ---- | ----------- | ----------- | ---------- | ------ | ---------------- |
| 18.     | 17 lutego | 2018 | Pjongczang  | Supergigant | 1:21,11    | +2,19  | Ester Ledecká    |
| DNF     | 21 lutego | 2018 | Pjongczang  | Zjazd       | 1:39,22    | -      | Sofia Goggia     |
| 12.     | 11 lutego | 2022 | Pekin       | Supergigant | 1:13,51    | +0,92  | Lara Gut-Behrami |
| 15.     | 15 lutego | 2022 | Pekin       | Zjazd       | 1:31,87    | +2,13  | Corinne Suter    |

### Mistrzostwa świata
| Miejsce | Dzień     | Rok  | Miejscowość        | Konkurencja     | Czas biegu | Strata | Zwyciężczyni       |
| ------- | --------- | ---- | ------------------ | --------------- | ---------- | ------ | ------------------ |
| 17.     | 7 lutego  | 2017 | Sankt Moritz       | Supergigant     | 1:32,34    | +1,94  | Nicole Schmidhofer |
| 12.     | 12 lutego | 2017 | Sankt Moritz       | Zjazd           | 1:32,85    | +1,51  | Ilka Štuhec        |
| DNF     | 5 lutego  | 2019 | Åre                | Supergigant     | 1:04,89    | -      | Mikaela Shiffrin   |
| DNS2    | 10 lutego | 2019 | Åre                | Zjazd           | 1:01,74    | -      | Ilka Štuhec        |
| 20.     | 11 lutego | 2019 | Åre                | Superkombinacja | 1:47,71    | +1,36  | Alexis Pinturault  |
| 22.     | 8 lutego  | 2023 | Courchevel/Méribel | Supergigant     | 1:28,06    | +1,67  | Marta Bassino      |
| 1.      | 11 lutego | 2023 | Courchevel/Méribel | Zjazd           | 1:28,03    | -      | -                  |

### Mistrzostwa świata juniorów
| Miejsce | Dzień       | Rok  | Miejscowość       | Konkurencja     | Czas biegu | Strata | Zwyciężczyni       |
| ------- | ----------- | ---- | ----------------- | --------------- | ---------- | ------ | ------------------ |
| 32.     | 31 stycznia | 2010 | Region Mont Blanc | Supergigant     | 1:32,21    | +2,31  | Marine Gauthier    |
| 17.     | 4 lutego    | 2010 | Region Mont Blanc | Zjazd           | 1:20,89    | +1,83  | Jéromine Géroudet  |
| 26.     | 2 lutego    | 2011 | Crans-Montana     | Gigant          | 2:28,27    | +7,05  | Sara Hector        |
| 6.      | 5 lutego    | 2011 | Crans-Montana     | Supergigant     | 1:28,23    | +0,96  | Elena Curtoni      |
| DNF1    | 1 marca     | 2012 | Roccaraso         | Slalom          | 1:42,69    | -      | Stephanie Brunner  |
| DNF1    | 3 marca     | 2012 | Roccaraso         | Gigant          | 2:45,02    | -      | Ragnhild Mowinckel |
| 24.     | 5 marca     | 2012 | Roccaraso         | Supergigant     | 1:06,99    | +1,41  | Annie Winquist     |
| 8.      | 24 lutego   | 2013 | Québec            | Supergigant     | 1:00,89    | +1,31  | Stephanie Venier   |
| 4.      | 26 lutego   | 2013 | Québec            | Zjazd           | 1:11,18    | +0,32  | Jennifer Piot      |
| 6.      | 3 marca     | 2014 | Jasná             | Supergigant     | 1:14,71    | +1,13  | Corinne Suter      |
| DNF2    | 3 marca     | 2014 | Jasná             | Superkombinacja | 2:11,34    | -      | Elisabeth Kappauer |
| 4.      | 5 marca     | 2014 | Jasná             | Zjazd           | 1:24,19    | +1,33  | Corinne Suter      |

### Puchar Świata

#### Miejsca w klasyfikacji generalnej
- sezon 2016/2017: 42.
- sezon 2017/2018: 24.
- sezon 2018/2019: 29.
- sezon 2019/2020: 66.
- sezon 2020/2021: 35.
- sezon 2021/2022: 26.
- sezon 2022/2023: 28.
- sezon 2023/2024: 26.

#### Miejsca na podium w zawodach
1. Sankt Moritz – 9 grudnia 2017 (supergigant) – 1. miejsce
2. Garmisch-Partenkirchen – 29 stycznia 2022 (zjazd) – 2. miejsce
3. Val d’Isère – 16 grudnia 2023 (zjazd) – 1. miejsce
4. Crans-Montana – 16 lutego 2024 (zjazd) – 2. miejsce